# Fine Gael
Fine Gael ˌfʲɪnʲə ˈgeːɫ irsk Den irske familie) er Irlands største politiske parti. 
Fine Gael betegner sig selv som et kristeligt midterparti. Fine Gael gik ind for Irlands EU-medlemskab og er imod den militante republikanisme. På det europæiske plan er Fine Gael medlem af Europæisk Folkeparti (EVP europæisk politisk parti, der består af i alt 40 konservative og kristendemokratiske partier fra EU's medlemslande. Fine Gael havde i 2006 ca. 34.000 medlemmer.

## Historie
Det blev grundlagt den 8. september 1933 gennem sammenslutningen af partierne Cumann na nGaedhael, National Centre Party og Army Comrades Association. Dets rødder går tilbage til kampen for den irske uafhængighed og til fløjen der støttede fredsaftalen, der blev indgået mellem Storbritannien og repræsentanter for den Irske republik i 1922 under Den irske borgerkrig, og særlig til Michael Collins. 
Partiets mål var at slutte den Anglo-Irske Handelskrig fra 1933 til 1938, (som var den irske fristats gengældelsesaktion mod Storbritannien, forbedring af forbindelserne til Storbritannien og dannelsen af et forenet Irlands i rammerne af Commonwealth. Efter et kort formandsperiode under Eoin O'Duffy overtog William Thomas Cosgrave igen formandsposten i partiet. Selvom Cosgrave fra 1922 til 1932 havde ledet regeringen, kom Fianna Fáil i 1932 til magten og Fine Gael var de næste 16 år i opposition.
1948 til 1951 dannede Fine Gael en flertalsregering sammen med Labour Party, Clann na Poblachta og Clann na Talmhan. John A. Costello fra Fine Gael blev valgt til Taoiseach. Regeringen erklærede Irland for republik og trak samme år landet ud af Commonwealth. Costello var i denne tid en effektiv leder, der kunne samle regeringspartiernes forskellige meninger. 
1954 dannede Fine Gael igen en flertalsregering sammen med Labour Party og Clann na Talmhan ledet af Costello. Efter at have tabt valget i 1957 var Fine Gael igen de næste 16 år i opposition. Mellem 1973 og 1987 dannede Fine Gael i flere perioder koalitionsregering med Labour.
Ved valget den 9. marts 2011 fik Fine Gael 36 procent af stemmerne og dannede en koalitionsregering sammen med Labour, med Enda Kenny fra Fine Gael som premierminister.